# Ibtissem Hannachi
Pour les articles homonymes, voir Hannachi.
Ibtissem Hannachi, née en 1978, est une karatéka tunisienne qui a remporté la médaille d'argent en kumite individuel féminin moins de 60 kilos aux championnats du monde de karaté 2002 à Madrid, en Espagne.

## Carrière
Vice-championne du monde de karaté en 2002, elle est également médaillée d'or aux Jeux africains de 2003 dans sa catégorie et possède de nombreux titres nationaux.
Après cette carrière sportive, elle devient, une dizaine d'années plus tard, directrice des ressources humaines dans une entreprise tunisienne, Coficab, spécialisée dans la fabrication de câbles électriques,.

## Résultats
| Résultat      | Date             | Épreuve                   | Catégorie | Compétition                | Ville hôte      |
| ------------- | ---------------- | ------------------------- | --------- | -------------------------- | --------------- |
| [ 4 ]         | 21 novembre 2002 | Kumite individuel - 60 kg | Seniors   | Championnats du monde 2002 | Madrid, Espagne |
| Médaille d'or | octobre 2003     | Kumite individuel - 60 kg | Seniors   | Jeux africains de 2003     | Abuja, Nigeria  |